# Netzwerk Industriekultur Bergisches Land
Das Netzwerk Industriekultur Bergisches Land e.V. ist eine Arbeitsgemeinschaft von Museen und interessierten Einzelpersonen zur Entwicklung und Erhaltung eines gemeinsamen Profils der Industriekultur im Bergischen Land.

## Geschichte
Im Sommer 1997 fand sich eine Arbeitsgemeinschaft zusammen, die seit August 1998 als eingetragener Verein unter dem Namen Netzwerk Industriekultur Bergisches Land e. V. firmiert. Das Netzwerk versteht sich als zentrale Anlaufstelle für alle, die an der Geschichte und Gegenwart des Bergischen Landes als einer Industrie- und Kulturlandschaft interessiert sind. Es fördert die Koordinierung der Kräfte, Erfahrungen und Inhalte selbständiger Einrichtungen oder Standorte. Dazu zählen:
- Bodendenkmäler und Industriedenkmäler in Privatbesitz,
- Museen, die aus ehrenamtlicher Initiative entstanden sind,
- Öffentlichen Einrichtungen wie Industriemuseen der Städte und des Landschaftsverbandes Rheinland.

Durch die Arbeitsgemeinschaft ist eine Nutzung im Verbund möglich, so dass eine Präsentation wirksamer erfolgen kann. Es ist das Ziel des Netzwerks, die industrietouristischen Potentiale dieser Region in Zukunft nicht nur besser zu nutzen, sondern auch weiter auszubauen.

## Wanderausstellungen
Seit 2009 stellt das Netzwerk in der Wanderausstellung Mit Feuer & Wasser 12 ausgewählte Museen des Bergischen Landes vor. Jedes dieser Museen bewahrt und präsentiert einen Aspekt der vielfältigen Industrie- und Technikgeschichte dieser Region.